# Bán marathon
Bán marathon là một sự kiện chạy đường trường dài 21,0975 km (13,1094 dặm Anh) - bằng một nửa khoảng cách của chạy marathon. Người ta tham gia vào chạy bán marathon đều đặn từ năm 2003 một phần do thực tế rằng đây là một cự ly khó, nhưng không đòi hỏi mức luyện tập nhiều như chạy marathon. Vào năm 2008, Running USA báo cáo rằng bán marathon là loại hình chạy đua phát triển nhanh nhất. Một bài báo của Universal Sports năm 2010 đã đề cập đến sự phổ biến ngày càng tăng của cự ly này. Thông thường, một cuộc chạy đua bán marathon được tổ chức đồng thời với một cuộc chạy marathon, sử dụng gần như cùng một đường chạy nhưng có thể xuất phát muộn hơn, kết thúc sớm hơn hoặc chạy theo nhiều đợt. Bán marathon còn được gọi là chạy 21K, 21.1K hoặc 13,1 dặm, mặc dù các giá trị được làm tròn và không thực sự chính xác. Trong nhiều cuộc đua, huy chương được trao nhưng có thể khác biệt so với những cuộc chạy marathon đầy đủ đồng thời theo màu sắc, từ ngữ khắc trên huy chương hoặc một số thuộc tính khác. Trong các sự kiện khác cả hai cuộc đua người ta trao cùng loại huy chương mặc dù dây đeo có thể khác nhau.
Kỷ lục thế giới bán marathon được chính thức công nhận bởi Liên đoàn Điền kinh Quốc tế. Kỷ lục thế giới chính thức của IAAF cho nam giới là 58:23, được lập bởi Zersenay Tadese của Eritrea vào ngày 21 tháng 3 năm 2010 tại bán marathon Lisboa ở Bồ Đào Nha, và của nữ là 1:05:06, thiết lập bởi Peres Jepchirchir của Kenya ngày 10 tháng 2 năm 2017, ở Ras Al-Khaimah, Các Tiểu vương quốc Ả Rập Thống nhất.

## Top 25 vận động viên mọi thời đại
- Chính xác tới tháng 2 năm 2017.[8][9]

| Hạng | Thời gian | Vận động viên                 | Ngày                 | Địa điểm       |
| ---- | --------- | ----------------------------- | -------------------- | -------------- |
| 1    | 58:23     | Zersenay Tadese (ERI)         | 21 tháng 3 năm 2010  | Lisbon         |
| 2    | 58:33     | Samuel Wanjiru (KEN)          | 17 tháng 3 năm 2007  | The Hague      |
| 3    | 58:44     | Solomon Kirwa Yego (KEN)      | 13 tháng 3 năm 2016  | Ostia Lido     |
| 4    | 58:46     | Mathew Kisorio (KEN)          | 18 tháng 9 năm 2011  | Philadelphia   |
| 5    | 58:47     | Atsedu Tsegay (ETH)           | 31 tháng 3 năm 2012  | Prague         |
| 6    | 58:48     | Sammy Kitwara (KEN)           | 18 tháng 9 năm 2011  | Philadelphia   |
| 6    | 58:48     | Abraham Cheroben (KEN)        | 19 tháng 10 năm 2014 | Valencia       |
| 8    | 58:52     | Patrick Makau (KEN)           | 20 tháng 2 năm 2009  | Ras Al Khaimah |
| 9    | 58:54     | Stephen Kosgei Kibet (KEN)    | 11 tháng 3 năm 2012  | The Hague      |
| 9    | 58:54     | Geoffrey Kamworor (KEN)       | 15 tháng 2 năm 2013  | Ras Al Khaimah |
| 11   | 58:55     | Haile Gebrselassie (ETH)      | 15 tháng 1 năm 2006  | Tempe          |
| 12   | 58:56     | Stanley Biwott (KEN)          | 15 tháng 2 năm 2013  | Ras Al Khaimah |
| 13   | 58:58     | Geoffrey Mutai (KEN)          | 15 tháng 2 năm 2013  | Ras Al Khaimah |
| 14   | 58:59     | Wilson Kipsang (KEN)          | 20 tháng 2 năm 2009  | Ras Al Khaimah |
| 15   | 59:01     | Kenneth Kiprop Kipkemoi (KEN) | 19 tháng 10 năm 2014 | Valencia       |
| 16   | 59:02     | Jonathan Kiplimo Maiyo (KEN)  | 11 tháng 3 năm 2012  | Den Haag       |
| 17   | 59:05     | Evans Kiprop Cheruiyot (KEN)  | 14 tháng 10 năm 2007 | Udine          |
| 17   | 59:05     | Ezekiel Chebii (KEN)          | 1 tháng 9 năm 2012   | Lille          |
| 19   | 59:06     | Guye Adola (ETH)              | 23 tháng 11 năm 2014 | New Delhi      |
| 20   | 59:07     | Paul Kosgei Malakwen (KEN)    | 2 tháng 4 năm 2006   | Berlin         |
| 20   | 59:07     | James Mwangi (KEN)            | 18 tháng 9 năm 2016  | København      |
| 22   | 59:09     | James Kwambai (KEN)           | 13 tháng 9 năm 2009  | Rotterdam      |
| 23   | 59:10     | Bernard Kipyego (KEN)         | 13 tháng 9 năm 2009  | Rotterdam      |
| 23   | 59:10     | Bernard Koech (KEN)           | 1 tháng 9 năm 2012   | Lille          |
| 23   | 59:10     | Bedan Karoki Muchiri (KEN)    | 10 tháng 2 năm 2017  | Ras Al Khaimah |

| Hạng | Thời gian | Vận động viên                | Ngày                 | Địa điểm       |
| ---- | --------- | ---------------------------- | -------------------- | -------------- |
| 1    | 1:04:52   | Joyciline Jepkosgei (KEN)    | 1 tháng 4 năm 2017   | Prague         |
| 2    | 1:05:06   | Peres Jepchirchir (KEN)      | 10 tháng 2 năm 2017  | Ras Al-Khaimah |
| 3    | 1:05:09   | Florence Kiplagat (KEN)      | 15 tháng 2 năm 2015  | Barcelona      |
| 4    | 1:05:13   | Mary Keitany (KEN)           | 10 tháng 2 năm 2017  | Ras Al-Khaimah |
| 5    | 1:05:22   | Violah Jepchumba (KEN)       | 1 tháng 4 năm 2017   | Prague         |
| 6    | 1:06:04   | Cynthia Limo (KEN)           | 12 tháng 2 năm 2016  | Ras Al Khaimah |
| 7    | 1:06:07   | Gladys Cherono (KEN)         | 12 tháng 2 năm 2016  | Ras Al Khaimah |
| 8    | 1:06:09   | Lucy Wangui Kabuu (KEN)      | 15 tháng 2 năm 2013  | Ras Al Khaimah |
| 9    | 1:06:11   | Priscah Jeptoo (KEN)         | 15 tháng 2 năm 2013  | Ras Al Khaimah |
| 10   | 1:06:14   | Worknesh Degefa (ETH)        | 2 tháng 4 năm 2016   | Prague         |
| 11   | 1:06:18   | Joyce Chepkirui (KEN)        | 5 tháng 4 năm 2014   | Prague         |
| 12   | 1:06:25   | Lornah Kiplagat (NED)        | 14 tháng 10 năm 2007 | Udine          |
| 13   | 1:06:26   | Genet Yalew (ETH)            | 12 tháng 2 năm 2016  | Ras Al Khaimah |
| 14   | 1:06:27   | Rita Jeptoo Sitienei (KEN)   | 15 tháng 2 năm 2013  | Ras Al Khaimah |
| 15   | 1:06:28   | Mamitu Daska (ETH)           | 13 tháng 2 năm 2015  | Ras Al Khaimah |
| 16   | 1:06:29   | Mary Wacera Ngugi (KEN)      | 17 tháng 1 năm 2016  | Houston        |
| 17   | 1:06:43   | Jemima Jelagat Sumgong (KEN) | 10 tháng 2 năm 2017  | Ras Al-Khaimah |
| 18   | 1:06:44   | Elana Meyer (RSA)            | 15 tháng 1 năm 1999  | Tokyo          |
| 19   | 1:06:47   | Paula Radcliffe (GBR)        | 7 tháng 10 năm 1999  | Bristol        |
| 20   | 1:06:49   | Esther Wanjiru Maina (KEN)   | 15 tháng 1 năm 1999  | Tokyo          |
| 21   | 1:06:50   | Tirunesh Dibaba (ETH)        | 10 tháng 2 năm 2017  | Ras Al Khaimah |
| 22   | 1:06:56   | Meseret Hailu (ETH)          | 15 tháng 2 năm 2013  | Ras Al Khaimah |
| 23   | 1:06:57   | Gladys Chesire (KEN)         | 12 tháng 2 năm 2016  | Ras Al Khaimah |
| 24   | 1:06:58   | Fancy Chemutai (KEN)         | 1 tháng 4 năm 2017   | Prague         |
| 25   | 1:07:07   | Elvan Abeylegesse (TUR)      | 19 tháng 2 năm 2010  | Ras Al Khaimah |

## Người chạy nhanh nhất mùa giải

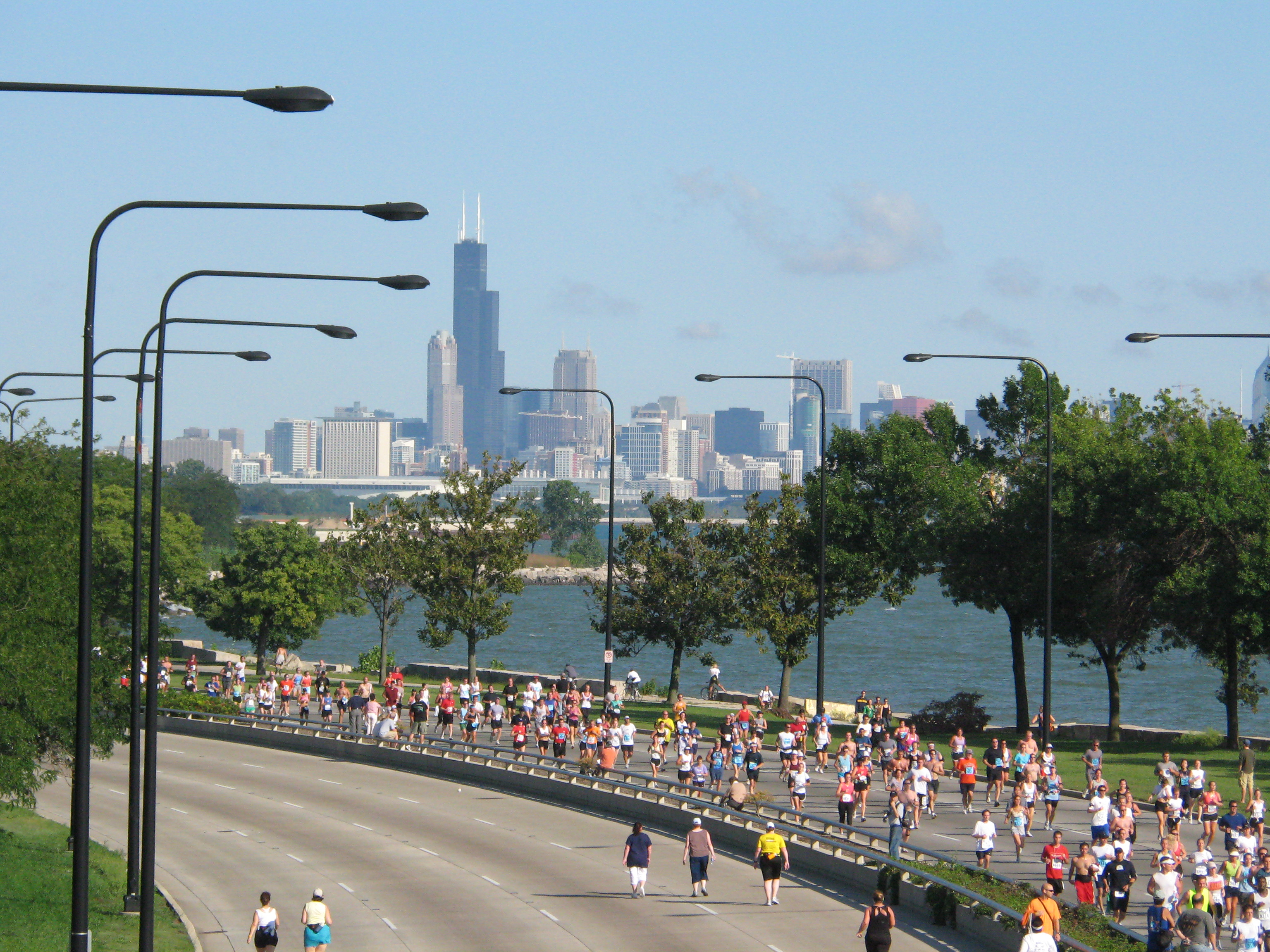
Bán marathon Chicago là một hiệu chỉnh của Lake Shore Drive ở South Side của Chicago.

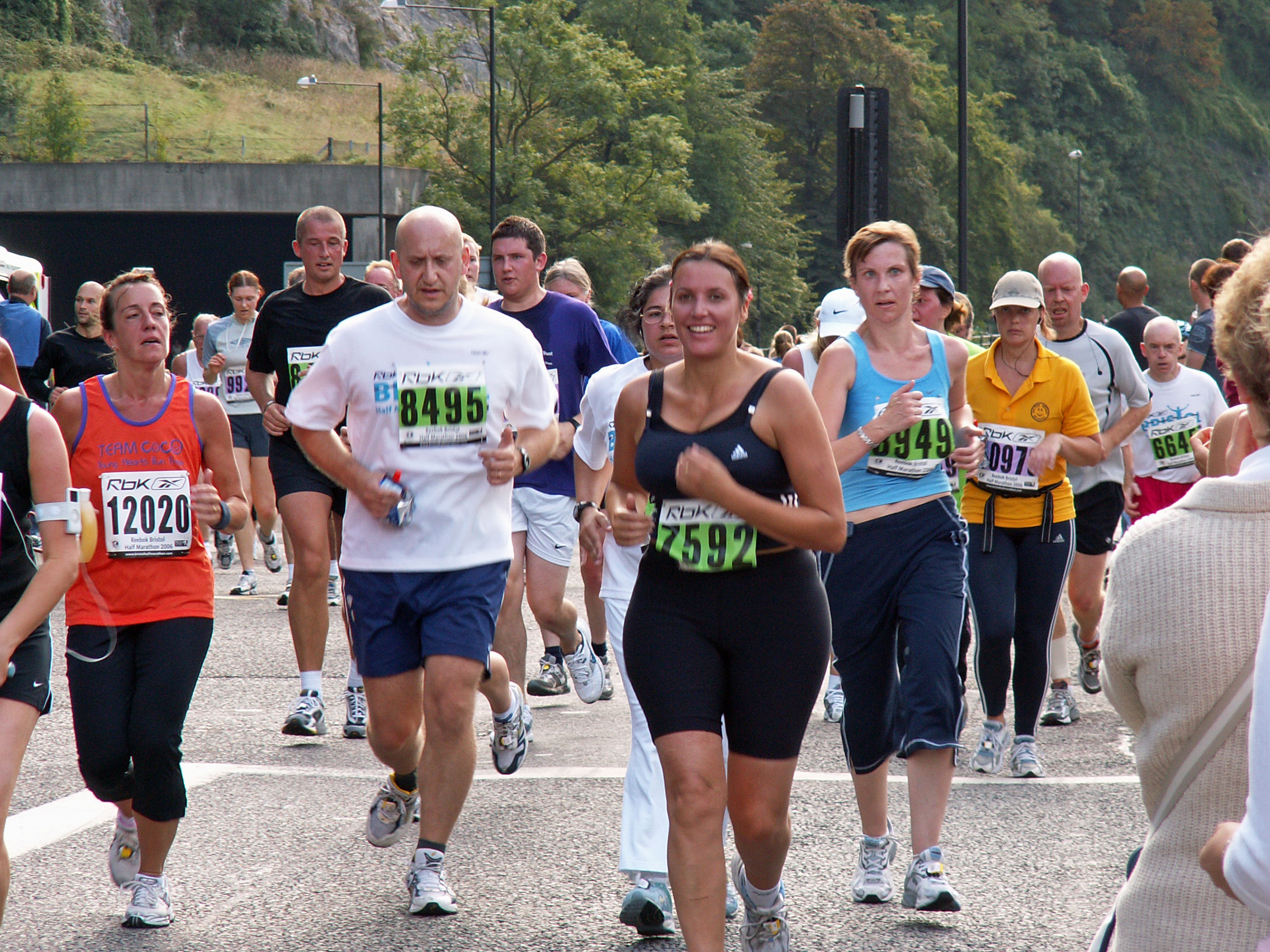
Các vận động viên tham dự bán marathon Bristol

Bảng này liệt kê các thành tích bán marathon tốt nhất được ghi nhận mỗi năm kể từ năm 1970 bởi ARRS.
| Năm  | Điểm                 | Nam                                           | Địa điểm           | Điểm                 | Nữ                       | Địa điểm        |
| ---- | -------------------- | --------------------------------------------- | ------------------ | -------------------- | ------------------------ | --------------- |
| 1970 | !!!!!1:03:53 1:03:53 | Derek Graham (GBR)                            | Belfast            |                      |                          |                 |
| 1971 | !!!!!1:05:25 1:05:25 | Ron Hill (GBR)                                | Freckleton         | !!!!!1:23:56 1:23:56 | Kathy Gibbons (USA)      | Phoenix         |
| 1972 | !!!!!1:04:23 1:04:23 | Víctor Manuel Mora (COL)                      | Coamo              | !!!!!1:31:55 1:31:55 | Nadia Garcia (USA)       | San Diego       |
| 1973 | !!!!!1:05:07 1:05:07 | Mario Cuevas (MEX)                            | Maracaibo          |                      |                          |                 |
| 1974 | !!!!!1:04:45 1:04:45 | Vladimir Merkushin (URS)                      | Wieze              | !!!!!1:23:11 1:23:11 | Chantal Langlacé (FRA)   | Ay              |
| 1975 | !!!!!1:05:08 1:05:08 | Paul Angenvoorth (FRG)                        | Grevenmacher       |                      |                          |                 |
| 1976 | !!!!!1:03:46 1:03:46 | Juan Rafael Perez (CRC)                       | Coamo              | !!!!!1:29:43 1:29:43 | Rita Borralho (POR)      | Nazaré          |
| 1977 | !!!!!1:02:37 1:02:37 | Toshihiro Matsumoto (JPN)                     | Beppu              | !!!!!1:22:05 1:22:05 | Silvana Cruciata (ITA)   | Milan           |
| 1978 | !!!!!1:02:47 1:02:47 | Tony Simmons (GBR)                            | Welwyn Garden City | !!!!!1:15:04 1:15:04 | Marty Cooksey (USA)      | San Diego       |
| 1979 | !!!!!1:02:32 1:02:32 | Kirk Pfeffer (USA)                            | Las Vegas          | !!!!!1:14:03 1:14:03 | Patti Catalano (USA)     | Manchester      |
| 1980 | !!!!!1:02:16 1:02:16 | Stan Mavis (USA)                              | New Orleans        | !!!!!1:13:59 1:13:59 | Marja Wokke (NED)        | Den Haag        |
| 1981 | !!!!!1:01:47 1:01:47 | Herb Lindsay (USA)                            | Manchester         | !!!!!1:11:16 1:11:16 | Joan Samuelson (USA)     | San Diego       |
| 1982 | !!!!!1:01:36 1:01:36 | Michael Musyoki (KEN)                         | Philadelphia       | !!!!!1:09:57 1:09:57 | Grete Waitz (NOR)        | Göteborg        |
| 1983 | !!!!!1:01:32 1:01:32 | Paul Cummings (USA)                           | Dayton             | !!!!!1:09:10 1:09:10 | Joan Samuelson (USA)     | Philadelphia    |
| 1984 | !!!!!1:01:52 1:01:52 | Alberto Cova (ITA)                            | Milan              | !!!!!1:08:34 1:08:34 | Joan Samuelson (USA)     | Philadelphia    |
| 1985 | !!!!!1:00:55 1:00:55 | Mark Curp (USA)                               | Philadelphia       | !!!!!1:09:44 1:09:44 | Joan Samuelson (USA)     | Philadelphia    |
| 1986 | !!!!!1:00:43 1:00:43 | Michael Musyoki (KEN)                         | South Shields      | !!!!!1:09:03 1:09:03 | Ingrid Kristiansen (NOR) | Drammen         |
| 1987 | !!!!!1:01:04 1:01:04 | Carl Thackery (GBR)                           | Barnsley           | !!!!!1:06:40 1:06:40 | Ingrid Kristiansen (NOR) | Sandnes         |
| 1988 | !!!!!1:01:00 1:01:00 | John Treacy (IRL)                             | South Shields      | !!!!!1:08:49 1:08:49 | Grete Waitz (NOR)        | South Shields   |
| 1989 | !!!!!1:01:10 1:01:10 | Matthews Temane (RSA)                         | Durban             | !!!!!1:08:31 1:08:31 | Ingrid Kristiansen (NOR) | New Bedford     |
| 1990 | !!!!!1:00:34 1:00:34 | Steve Moneghetti (AUS)                        | South Shields      | !!!!!1:09:33 1:09:33 | Rosa Mota (POR)          | South Shields   |
| 1991 | !!!!!1:00:51 1:00:51 | Moses Tanui (KEN)                             | Milan              | !!!!!1:07:59 1:07:59 | Elana Meyer (RSA)        | East London     |
| 1992 | !!!!!1:00:24 1:00:24 | Benson Masya (KEN)                            | South Shields      | !!!!!1:08:42 1:08:42 | Liz McColgan (GBR)       | Dundee          |
| 1993 | !!!!!!!59:47 59:47   | Moses Tanui (KEN)                             | Milan              | !!!!!1:09:35 1:09:35 | Valentina Yegorova (RUS) | Sankt-Peterburg |
| 1994 | !!!!!1:00:02 1:00:02 | Benson Masya (KEN)                            | South Shields      | !!!!!1:07:59 1:07:59 | Uta Pippig (GER)         | Kyoto           |
| 1995 | !!!!!1:00:26 1:00:26 | Simon Lopuyet (KEN)                           | Lisbon             | !!!!!1:07:59 1:07:59 | Uta Pippig (GER)         | Kyoto           |
| 1996 | !!!!!1:00:31 1:00:31 | Paul Koech (KEN)                              | Ivry-sur-Seine     | !!!!!1:09:15 1:09:15 | Nadia Prasad (NCL)       | Paris           |
| 1997 | !!!!!!!59:56 59:56   | Shem Kororia (KEN)                            | Košice             | !!!!!1:07:36 1:07:36 | Elana Meyer (RSA)        | Kyoto           |
| 1998 | !!!!!!!59:17 59:17   | Paul Tergat (KEN)                             | Milan              | !!!!!1:07:29 1:07:29 | Elana Meyer (RSA)        | Kyoto           |
| 1999 | !!!!!!!59:22 59:22   | Paul Tergat (KEN)                             | Milan              | !!!!!1:06:44 1:06:44 | Elana Meyer (RSA)        | Tokyo           |
| 2000 | !!!!!1:00:30 1:00:30 | Kenichi Takahashi (JPN)                       | Tokyo              | !!!!!1:07:07 1:07:07 | Paula Radcliffe (GBR)    | South Shields   |
| 2001 | !!!!!!!59:52 59:52   | Fabián Roncero (ESP)                          | Berlin             | !!!!!1:06:47 1:06:47 | Paula Radcliffe (GBR)    | Bristol         |
| 2002 | !!!!!!!59:41 59:41   | Haile Gebrselassie (ETH)                      | Lisbon             | !!!!!1:07:19 1:07:19 | Sonia O'Sullivan (IRL)   | South Shields   |
| 2003 | !!!!!1:00:01 1:00:01 | Hendrick Ramaala (RSA)                        | South Shields      | !!!!!1:05:39 1:05:39 | Paula Radcliffe (GBR)    | South Shields   |
| 2004 | !!!!!!!59:37 59:37   | Dejene Berhanu (ETH)                          | South Shields      | !!!!!1:07:55 1:07:55 | Benita Johnson (AUS)     | South Shields   |
| 2005 | !!!!!!!59:05 59:05   | Zersenay Tadese (ERI)                         | South Shields      | !!!!!1:07:33 1:07:33 | Derartu Tulu (ETH)       | South Shields   |
| 2006 | !!!!!!!58:55 58:55   | Haile Gebrselassie (ETH)                      | Tempe              | !!!!!1:07:16 1:07:16 | Edith Masai (KEN)        | Berlin          |
| 2007 | !!!!!!!58:35 58:35   | Samuel Wanjiru (KEN)                          | Den Haag           | !!!!!1:06:25 1:06:25 | Lornah Kiplagat (NED)    | Udine           |
| 2008 | !!!!!!!59:15 59:15   | Haile Gebrselassie (ETH) · Deriba Merga (ETH) | Lisbon New Delhi   | !!!!!1:07:57 1:07:57 | Philes Ongori (KEN)      | Marugame        |
| 2009 | !!!!!!!58:52 58:52   | Patrick Makau (KEN)                           | Ras al-Khaimah     | !!!!!1:06:36 1:06:36 | Mary Keitany (KEN)       | Birmingham      |
| 2010 | !!!!!!!58:23 58:23   | Zersenay Tadese (ERI)                         | Lisbon             | !!!!!1:07:07 1:07:07 | Elvan Abeylegesse (TUR)  | Ras al-Khaimah  |
| 2011 | !!!!!!!58:30 58:30   | Zersenay Tadese (ERI)                         | Lisbon             | !!!!!1:05:50 1:05:50 | Mary Keitany (KEN)       | Ras al-Khaimah  |
| 2012 | !!!!!!!58:47 58:47   | Atsedu Tsegay (ETH)                           | Praha              | !!!!!1:06:49 1:06:49 | Mary Keitany (KEN)       | Ras al-Khaimah  |
| 2013 | !!!!!!!58:54 58:54   | Geoffrey Kipsang (KEN)                        | Ras al-Khaimah     | !!!!!1:06:09 1:06:09 | Lucy Kabuu (KEN)         | Ras al-Khaimah  |
| 2014 | !!!!!!!58:48 58:48   | Abraham Cheroben (KEN)                        | Valencia           | !!!!!1:05:12 1:05:12 | Florence Kiplagat (KEN)  | Barcelona       |
| 2015 | 59:10                | Abraham Cheroben (KEN)                        | Valencia           | 1:05:09              | Florence Kiplagat (KEN)  | Barcelona       |
| 2016 | 58:44                | Solomon Yego (KEN)                            | Ostia              | 1:05:51              | Violah Jepchumba (KEN)   | Praha           |
| 2017 |                      |                                               |                    |                      |                          |                 |

## Số người tham gia đông nhất
Vào năm 2014, cuộc chạy bán marathon lớn nhất trên thế giới là Göteborgsvarvet ở Thụy Điển với 64.288 vận động viên được công bố và 47.491 người hoàn thành cuộc thi.
Cuộc đua bán marathon lớn nhất từng được tổ chức là Broloppet (cuộc đua qua cầu) nối Copenhagen của Đan Mạch với Malmö của Thụy Điển với 79.719 người hoàn thành cuộc đua nhân dịp cầu Öresund khánh thành vào năm 2000.